# Coereba
Coereba is een geslacht van zangvogels uit de familie Thraupidae (tangaren). Het geslacht is monotypisch:
- Coereba flaveola  – Suikerdiefje